# M15/42
De M15/42 was een Italiaanse middelzware tank uit de Tweede Wereldoorlog. De tank kwam in januari 1943 in productie en was eigenlijk al verouderd. In totaal zijn er ruim 100 exemplaren van gemaakt.

## Geschiedenis
De M15/42 werd ontwikkeld uit de M13/40 en de M14/41 en woog 15 ton. Verbeteringen waren een sterkere motor, een betere bepantsering tot maximaal 42 mm en een beter 47mm-kanon. Luchtfilters moesten de tank meer geschikt maken voor de oorlog in de woestijn. Het pantser was met klinknagels bevestigd.
De geschutskoepel werd elektrisch bediend en kon een volledige cirkel maken. Het 47mm-kanon kon 20 graden omhoog en 12 graden naar beneden worden gericht. Binnen het voertuig was ruimte om 111 granaten mee te nemen. Op het dak van de koepel was een 8mm-Breda Model 38 machinegeweer geïnstalleerd tegen luchtdoelen. Verder was het voertuig uitgerust met een coaxiaal machinegeweer in de koepel en nog eens twee in de romp. Het voertuig werd uitgerust met diverse motoren; zowel benzine- als dieselmotoren werden gebruikt.

## Inzet
De tank ging in productie in januari 1943, maar het ontwerp was toen al achterhaald. Het 47mm-kanon was niet opgewassen tegen de vele modernere geallieerde tanks uit die tijd. Tot de Italiaanse capitulatie in september 1943 waren er slechts 90 tanks gemaakt. Een deel hiervan werd in Rome ingezet tegen de Duitsers. Tijdens de Duitse bezetting werden nog 28 tot 40 tanks geproduceerd. De Wehrmacht gaf de tank de typeaanduiding PzKpfw M 15/42 738(i). In Duitse dienst vocht de M15/42 voornamelijk in Joegoslavië, waar in december 1944 85 tanks waren gestationeerd.